# Heinrich Theodor Rötscher
Heinrich Theodor Rötscher (Mittenwalde, 1803. szeptember 20. – Berlin, 1871. április 9.) német dramaturg.

## Életrajza
Berlinben és Lipcsében filológiát és filozófiát tanult, aztán Berlinben habilitáltatta magát, majd gimnáziumi tanár lett Brombergben. 1845-től Berlinben teljesen a dramaturgiának élt.

## Művei
- Abhandlungen zur Philosophie der Kunst (5 köt., Berlin 1837-47);
- Kunst der dramatischen Darstellung (3 köt., uo. 1841-46, 2. kiad. Lipcse 1864, 1 köt.);
- Kritiken und dramatische Abhandlungen (Lipcse 1859);
- Das Schauspielwesen (Berlin 1843);
- Manfred. Eine Tragödie v. Lord Byron, in ihrem Zusammenhange entwickelt (uo. 1844);
- Seydelmanns Leben und Wirken (uo. 1845);
- Jahrbücher für dramatische Kunst u. Litteratur (11. és 2. folyam, uo. és O. m. Frankfurt 1847-1849);
- Shakspere in seinen hüchsten Charaktergebilden (Drezda 1864);
- Dramaturgische und ästhetische Abhandlungen (2 gyüjt., Lipcse 1864 és 1867);
- Dramaturgische Probleme (Drezda 1865);
- Entwicklung dramat. Charaktere aus Lessings, Schillers und Goethes Werken (Hannover 1869).